# Джак Лоулес
Джон Лоулес (на английски: John Lawless) е американски музикант.
Известен е като барабаниста на поп рок групата Jonas Brothers.

## Кариера
Започва кариерата си като музикант в основно училище и по-късно в групата „All Shore Band“.
От 2007 Джак свири за Jonas Brothers като техен барабанист. Той и други двама членове на групата – Грег Гарбовски и Джон Лойд Тейлър, участват в написването и съставянето на албума на групата, A Little Bit Longer, издаден през август 2008. Свири на сцената заедно с братята на турнетата им по цял свят и се снима в някои от клиповете към песните им. Често се появява редом с останалите в телевизионни предавания.